# Airborne Molecular Contamination
Der Begriff Airborne Molecular Contamination (AMC) (deutsch: luftgetragene molekulare Verunreinigung) bezeichnet feste oder flüssige Partikel mit Durchmessern bis 100 Nanometer als Schwebstoffe in der Luft in einem Reinraum.
Diese Partikel bewirken unerwünschte chemische oder physikalische Änderungen auf Oberflächen, insbesondere auf Oberflächen der Prüflinge (bei der Forschung) oder der Werkstücke (bei der Herstellung).
So kleine Partikel sind (verglichen mit größeren Partikeln) schwieriger zu erkennen und schwieriger zu filtern.
Seit 2018 ist überraschend bekannt, dass Essigsäure und Ameisensäure in diesem Bereich die wichtigsten Rollen spielen. (Science, Vol 361, Iss 6404)